# Plectogona sanfilippoi
Plectogona sanfilippoi è un millepiedi caratteristico delle cavità sotterranee piemontesi, prevalentemente nel cuneese.

## Generalità
I Diplopodi in generale sono facilmente riconoscibili perché hanno 2 paia di zampe per ogni segmento. Le specie strettamente associate ad ambienti ipogei, bui e umidi, presentano allungamento delle antenne e delle zampe, decolorazione e occhi ridotti. Nel caso della Plectogona sanfilippoi, essa è totalmente depigmentata, con occhi non funzionali ridotti a piccole aree triangolari ai lati del capo. Il corpo è composto solo di 25-30 segmenti corporei, per cui in realtà il numero di zampe si aggira intorno al centinaio, quindi ogni individuo è lungo da 18 a 25 mm.
I Diplopodi sondano l’ambiente sotterraneo usando il corpo, ergendo la parte anteriore e ruotandola, tenendo zampe e antenne protese.

## Distribuzione e habitat
È una specie endemica delle grotte delle Alpi Liguri sul territorio piemontese.
https://animalidigrotta.speleo.it/plectogona-sanfilippoi/

## Biologia

### Alimentazione
P. sanfilippoi è un saprofago decompositore, quindi è rinvenibile su residui vegetali e resti animali.

### Riproduzione
Si riproducono tramite uova, con sessi separati.

## Tassonomia
Ogni grotta ospita una sottospecie lievemente diversa:
- P.sanfilippoi sanfilippoi nelle grotte del Caudano
- P.sanfilippoi bosseae nelle grotte di Bossea
- P.sanfilippoi dronerae nella Tana della Dronera
- P.sanfilippoi dighae nel Garb del Dighea.

## Animale di Grotta dell'Anno 2020
La Società Speleologica Italiana ha eletto Plectogona sanfilippoi come Animale di Grotta dell’Anno 2020: la specie, sebbene rara, è facilmente osservabile nelle grotte piemontesi aperte ai visitatori.